# Bouclier de Brennus
Il Bouclier de Brennus è un trofeo assegnato ai vincitori del campionato nazionale di rugby francese.
Lo scudo non è dedicato, come spesso si crede, al guerriero gallico Brenno, ma all'artista Charles Brennus, cofondatore dell'Union des sociétés françaises de sports athlétiques (USFSA), il primo organo del rugby in Francia. Charles Brennus creò lo scudo nel 1892 sulla base di un disegno del suo amico e collega Pierre de Coubertin, cofondatore dell'USFSA, l'uomo che ha fondato i moderni Giochi olimpici. Il trofeo è costituito da uno scudo in ottone e una placca fissati su un supporto di legno in frassino. La cornice di legno ha dato allo scudo il suo soprannome di Planchot, che significa tavola in Occitano (planchòt). Soprannominato le bout de bois dai giocatori di rugby francesi, lo scudo di Brennus è uno dei trofei più famosi in Francia ed è parte integrante del folklore sportivo francese.

## Storia
Lo scudo di Brennus è stato creato nel 1892 per premiare il futuro vincitore della prima finale del campionato di rugby francese che si sarebbe tenuta il 20 marzo di quell'anno e anche per premiare il vincitore del campionato di longue paume. Concepito dal barone Pierre de Coubertin è stato però creato da Charles Brennus, presidente del club di rugby parigino SCUF. Il primo vincitore fu il Racing Club.
Il Bouclier de Brennus alla fine del XX secolo era segnato dalle celebrazioni e i conseguenti maltrattamenti (spesso veniva usato come skateboard), lo avevano logorato. Pertanto, Nel 2003 fu deciso che il trofeo sarebbe stato restaurato e conservato in un luogo sicuro e che da allora in poi sarebbe stata fatta una replica e assegnata al posto dell'originale. Oggi a versione originale è conservata nel museo della Federazione di rugby francese e, dal 2004, una replica, realizzato dall'orafo Louis-Guillaume Piéchaud, viene consegnata ogni anno alla squadra vittoriosa.

## Albo d'oro
Nonostante sia stato creato da Charles Brennus, fondatore dello SCUF, questo club ha disputato due finali nel 1911 e 1913, senza vincere mai. Il trofeo, conservato dallo SCUF, viene tradizionalmente assegnato ai campioni di Francia da due giovani giocatori del club parigino.
I vincitori italiani del campionato francese sono undici: i primi furono Sergio Lanfranchi (uno con Grenoble) e Franco Zani (tre trionfi con Agen negli anni '50 e '60. Nel 1998 toccò a Diego Domínguez, ripetendosi altre tre volte con lo Stade français. Seguirono Mauro e Mirco Bergamasco nel 2004 e 2007, quest'ultimo in squadra con Denis Dallan e Sergio Parisse, il quale poi si ripeté nel 2015, nel frattempo alzarono il trofeo anche Salvatore Perugini nel 2008, Gonzalo Canale nel 2010 e Martín Castrogiovanni nel 2014. Gli ultimi vincitori italiani sono stati Leonardo Ghiraldini nel 2019 con Tolosa e Paolo Garbisi con Montpellier nel 2022.
| Squadra         | Titoli |
| --------------- | ------ |
| Tolosa          | 24     |
| Stade français  | 14     |
| Béziers         | 11     |
| Bordeaux Bègles | 9      |
| Agen            | 8      |
| Lourdes         | 8      |
| Perpignano      | 7      |
| Racing 92       | 6      |
| Biarritz        | 5      |
| Castres         | 5      |
| Tolone          | 4      |
| Bayonne         | 3      |
| Pau             | 3      |
| Clermont        | 2      |
| Tarbes          | 2      |
| Narbonne        | 2      |
| Lione           | 2      |
| Mont-de-Marsan  | 1      |
| Quillan         | 1      |
| Olympique       | 1      |
| Grenoble        | 1      |
| Carmaux         | 1      |
| FC Lyon         | 1      |
| Vienne          | 1      |
| La Voulte       | 1      |
| Montauban       | 1      |
| Montpellier     | 1      |